# Instituto Superior de Línguas e Administração
O Instituto Superior de Línguas e Administração (ISLA) foi uma instituição de ensino superior privado em Portugal fundada em 1962 pela mão de António Augusto Gonçalves Rodrigues.
Com o passar dos anos o Instituto Superior de Línguas e Administração foi-se dividindo em várias entidades entre as quais a Universidade Europeia, ISLA Gaia, ISLA Santarém, ISLA Bragança, CESPU Bragança e ISLA Leiria e Grupo Lusófona.

## História
No ano 1962 em Lisboa, o deputado da Assembleia da República Portuguesa, Prof. Dr. António Augusto Gonçalves Rodrigues, funda com recurso ao seu património pessoal, a primeira instituição de ensino superior privado em Portugal, o Instituto Superior de Línguas e Administração. Este inicia a sua actividade no dia 6 de Novembro desse ano, na Estrada de Benfica, 358, com autorização concedida pelo Ministério da Educação Nacional (Alvará n.º 1701).
Inicialmente, o ISLA ministrava os seguintes Cursos integrados em Escolas:
- Escola Superior de Tradutores e Intérpretes (ESTI): Curso de Tradutores – Simples; Curso de Tradutores – Especializados; Curso de Intérpretes de Conferências.
- Escola Superior de Secretariado (ESS): Curso de Secretárias Correspondentes.
- Escola Superior de Organização Científica do Trabalho e de Relações Humanas na Empresa (ESOCT): Curso de Organização e Administração; Curso de Sociologia Industrial e Relações Humanas; Curso de Psicologia Industrial.

Para admissão aos cursos era exigido o Curso Complementar dos Liceus ou equivalente. Contudo, para os alunos que não tinham as habilitações necessárias, mas que possuíam, no mínimo, o Curso Geral dos Liceus ou equivalente, foi aberto um curso, designado "Curso Preparatório", com a duração de 2 anos, que conferia acesso aos Cursos Superiores. Objectivos da Fundação: Formação de quadros técnicos a nível superior, dada a sobrelotação das Faculdades de Letras e de Economia e o ensino deficiente que ministravam, ensino que, nas línguas modernas, era meramente teórico, não proporcionando aos seus diplomados os conhecimentos necessários para uma carreira profissional e uma rápida colocação na indústria, no comércio ou na administração pública. Os cursos introduzidos pelo ISLA davam, assim, resposta às necessidades do país ao nível de emprego. Com o passar do tempo e devido ao crescimento do ensino superior privado m Portugal, o ISLA expande-se para várias cidades portuguesas:
- Em 1984 abre o instituto de Santarém;
- Em 1985 abre o instituto em Bragança
- Em 1989 abre o instituto de Vila Nova de Gaia
- Em 1990 abre o instituto de Leiria.

Apesar da estabilidade da década de 90 do século passado e primeira década de 2000, a crise internacional que se abateu sobre a economia portuguesa atinge o ensino superior privado e a partir de 2005, dá-se a separação administrativa do Instituto Superior de Línguas e Administração. Na capital, passa a designar-se por ISLA campus Lisboa / Laureate International Universities ao ser adquirido por este consórcio globalizado de instituições de ensino superior presente nos vários continentes do planeta. Mais tarde, após 2012, verifica-se o desmembramento do grupo sendo os seus institutos adquiridos pelo Grupo Lusófona.

## Atualidade
Após a restruturação dos institutos, estes ainda permanecem em funcionamento mas com profundas alterações na metodologia de ensino. Em Lisboa o ISLA deixou de assim se chamar, passando a ser uma universidade, a Universidade Europeia; em Santarém, o instituto é agora ISLA - Instituto Superior de Gestão e Administração de Santarém; em Bragança o instituto é agora CESPU; em Vila Nova de Gaia, o instituto é agora ISLA - Instituto Politécnico de Gestão e Tecnologia; em Leiria o instituto é agora ISLA - Instituto Superior de Gestão e Administração de Leiria.

## Instituto Superior de Línguas e Administração de Lisboa
O Instituto Superior de Línguas e Administração, nome que assim permaneceu até à abertura de outros polos noutras cidades, viveu alterações e ajustes no decorrer da sua história e que poderá ser observada por década:
Anos 60 do século XX:
O Professor Doutor António Augusto Gonçalves Rodrigues, até esta data único proprietário do ISLA, forma uma sociedade anónima que adopta a denominação social "Instituto Superior de Línguas e Administração – ISLA, S.A.R.L." É adquirido o imóvel da Rua do Sacramento à Lapa, 16. É desenvolvida a Escola Portuguesa de Turismo com os cursos de Guias-Intérpretes;  Técnicos de Turismo e Correios de Turismo sendo reconhecidos como Superiores.
Anos 70 do século XX:
Adesão à ESA – European Secretarial Academy; criação da Escola Superior de Meios de Comunicação Social.
Anos 80 do século XX:
Foi iniciado o Curso Superior de Informática; a nova legislação passou a conferir direitos às formações ministradas pelo ISLA, exigindo uma forte reestruturação orgânica de acordo com o Decreto-Lei 100/85[ligação inativa] – um Conselho Científico constituído por Doutores, o qual tem competências relativamente ao recrutamento de corpo docente e à aprovação de programas. Este Conselho fiscalizava a qualidade do ensino, os critérios pedagógicos e de selecção. O instituto torna-se a primeira instituição de ensino superior privado a ser visitada por um Ministro da Educação, na época o Engenheiro Roberto Carneiro. É criado o Curso de Matemáticas Aplicadas, complemento natural dos estudos das áreas de Gestão e Informática, também com o grau de licenciatura.
Inicio do século XXI:
Inicia-se o funcionamento do Centro de Formação Avançada que possibilitou a criação e posterior lançamento de Cursos de Pós-graduação e Cursos de Formação; criação da Licenciatura em Turismo reconhecida a 25 de Julho de 2002 pelo Ministério da Educação com a Portaria 873/02. Implementa-se, nos planos de estudos, da Declaração de Bolonha, passando as licenciaturas em Gestão de Empresas; Gestão de Recursos Humanos e Organização Estratégica; Informática de Gestão; Marketing Publicidade e Relações Públicas; Secretariado e Comunicação Empresarial; Turismo, a ter uma duração de três anos lectivos. Reconhecimento da nova licenciatura em Gestão Hoteleira, Despacho n.º 9288-T/2007, D.R., nº 97, Série II de 2007-05-21. Aprovação do primeiro Mestrado, em Tradução Jurídica e Empresarial, Áreas de Especialização: Francês/Inglês (Despacho n.º 24238-C/2007, D.R., nº 203, Série II, de 2007-10-22). Reconhecimento da nova licenciatura em Sistemas de Informação, Web e Multimédia (Despacho n.º 16907/2009, D.R., nº 140, Série II de 2009-07-22).

## Instituto Superior de Línguas e Administração de Santarém
Anos 80 do século XX:
O Instituto Superior de Línguas e Administração de Santarém inicia as suas actividades escolares, ministrando os cursos superiores de Secretariado e Informática de Gestão. A nova legislação passa a conferir direitos às formações ministradas pelo ISLA, exigindo uma forte reestruturação orgânica (Decreto-Lei 100/85) – um Conselho Científico constituído por Doutores, o qual tem competências relativamente ao recrutamento de corpo docente e à aprovação de programas. Este Conselho fiscaliza a qualidade do ensino, os critérios pedagógicos e de selecção.
Anos 90 do século XX:
No ano lectivo de 1991/92, o ISLA-Santarém abriu uma extensão em Torres Novas onde ministrou os cursos de: Gestão de Empresas, Informática de Gestão, Gestão de Recursos Humanos e Psicologia do Trabalho e Comunicação. O Curso de Turismo é reconhecido como bacharelato pela Portaria 891/91 de 30 de Agosto.
Inicio do século XXI:
Em 2003 dá-se lugar à separação administrativa de todos os pólos ISLA.
No ano de 2016 e após restruturação da instituição, dá-se lugar à alteração do tipo de ensino. Deixa de ser universitário e passa a ensino politécnico. Esta alteração, de acordo com os estatutos da A3ES, obriga a que o instituto altere o seu nome pois não continha à altura na sua oferta cursos de línguas, passando a ser ISLA - Instituto Superior de Gestão e Administração de Santarém.

## Instituto Superior de Línguas e Administração de Bragança
Anos 80 do século XX:
No ano de 1985 dá-se a fundação do Instituto Superior de Línguas e Administração em Bragança. A nova legislação passa a conferir direitos às formações ministradas pelo ISLA, exigindo uma forte reestruturação orgânica (Decreto-Lei 100/85[ligação inativa]) – um Conselho Científico constituído por Doutores, o qual tem competências relativamente ao recrutamento de corpo docente e à aprovação de programas. Este Conselho fiscaliza a qualidade do ensino, os critérios pedagógicos e de selecção.
Inicio do século XXI:
Em 2003 dá-se lugar à separação administrativa de todos os pólos ISLA.
No ano de 2009, o instituto foi adquirido pela CESPU, sendo o seu nome alterado para Instituto de Formação Pós-Graduada em Ciências e Tecnologias da Saúde e mais tarde para CESPU Bragança.

## Instituto Superior de Línguas e Administração de Leiria
Anos 90 do século XX:
Em 1990 o Instituto Superior de Línguas e Administração alarga a sua actividade à cidade de Leiria com os cursos de Gestão de Empresas, Informática de Gestão, Tradutores, Secretariado, Gestão de Comércio Internacional e Gestão de Recursos Humanos e Psicologia do Trabalho.
Inicio do século XXI:
Em 2003 dá-se lugar à separação administrativa de todos os pólos ISLA.
No ano de 2016 dá-se lugar à alteração do tipo de ensino. Deixa de ser universitário e passa a ensino politécnico. Esta alteração, de acordo com os estatutos da A3ES, obriga a que o instituto altere o seu nome pois não contem na sua oferta cursos de línguas, passando a ser ISLA - Instituto Superior de Gestão e Administração de Leiria.

## Instituto Superior de Línguas e Administração de Vila Nova de Gaia
Anos 80 do século XX:
É no ano de 1989 que é fundado o Instituto Superior de Línguas e Administração de Vila Nova de Gaia com a Portaria 791/89 presente no Diário da República n.º 207/1989, Série I de 1989-09-08, local onde se passou a ministrar os cursos de Ciências Empresariais, Gestão de Recursos Humanos e Psicologia do Trabalho e Tradutores e Secretariado.
Inicio do século XXI:
Em 2003 dá-se lugar à separação administrativa de todos os pólos ISLA.
No ano de 2016 dá-se a alteração do tipo de ensino. Deixa de ser universitário e passa a ensino politécnico. Esta alteração, de acordo com os estatutos da A3ES, obriga a que o instituto altere o seu nome pois não contem na sua oferta cursos de línguas, passando a ser ISLA - Instituto Politécnico de Gestão e Tecnologia, sendo assim a par do ISPAGAYA o segundo instituto politécnico privado a funcionar em Portugal com a denominação politécnico incluída no seu nome.